# Kurt Maschler
Kurt Leo Maschler (* 19. Januar 1898 in Berlin; † 25. März 1986 in London) war ein Verleger in Berlin, Zürich, London und weiteren Orten.

## Familie
Kurt Maschler kam aus einer jüdischen Familie. Sein Vater Benno Maschler (1865–1940) stammte aus Tarnów in Galizien mit österreichischer Staatsangehörigkeit und war Kaufmann in Berlin. Die Mutter Friederike, geborene Friedländer (1867–1944) war Berlinerin, sie wurde im Ghetto Theresienstadt Opfer des Holocaust. Die Schwester Margarete Suessmann überlebte das Konzentrationslager Bergen-Belsen, drei weitere Geschwister konnten rechtzeitig emigrieren.
Kurt Maschler heiratete 1930 Rita Lechner (1908–2001). Die Ehe wurde 1948 geschieden. Die beiden hatten den Sohn Tom Maschler (1933–2020), der Verleger und ein Initiator des bedeutendsten britischen Buchpreises, des Booker Prize, wurde. 

## Leben

### Jugend und Verlegertätigkeit in Berlin bis 1935
Kurt Maschler wuchs in Berlin auf. Er machte eine Buchhändlerlehre und war um 1920 wahrscheinlich bei seinem Bruder Martin Maschler in dessen Großbuchhandlung in Frankfurt am Main als Filialleiter tätig. 
1926 erwarben beide den Josef Singer Verlag in Leipzig und verlegten ihn nach Berlin. Seit etwa 1927 war Kurt Maschler alleiniger Leiter. In dem Verlag wurde vor allem belletristische Literatur bekannter Autoren herausgegeben. 
1933 übernahm Kurt Maschler wahrscheinlich dazu den Verlag Williams & Co. in Berlin.
1935 übernahm sein Josef Singer Verlag die Schlesische Verlags-Anstalt und den Axel Juncker Verlag. Kurz danach wurde dieser aufgelöst (arisiert ?) und einem Verlag in Leipzig eingegliedert.

### Verlegertätigkeit in der Schweiz, Österreich und England 1935 bis 1945
1935 gründete Kurt Maschler den Atrium Verlag in Basel, Wien und Mährisch Ostrau. Dort verlegte er vor allem die Werke von Erich Kästner, die in Deutschland inzwischen verboten waren. Hierzu übernahm er die Rechte vom Verlag Williams & Co. Den Atrium Verlag leitete er zeitweise wieder aus Berlin, nachdem er aus Basel ausgewiesen worden war. Am 1. Januar 1937 wurde Maschler wegen seiner jüdischen Herkunft aus der Reichsschrifttumskammer in Deutschland ausgeschlossen. 
Im September 1937 wurde ihm die weitere Verlagstätigkeit aus Berlin untersagt. 
Er emigrierte zunächst nach Wien, dessen österreichische Staatsbürgerschaft er seit 1933 hatte, und leitete von dort den Atrium Verlag. Im März 1938 floh er nach Amsterdam (nach dem Anschluss Österreichs an das Deutsche Reich). 1938 verlegte er den Atrium-Verlag von Basel nach Zürich, schloss diesen aber wahrscheinlich bald.
Im Frühjahr 1939 zog Kurt Maschler mit der Familie nach London. Von dort aus verwaltete er weiter die Lizenzrechte des Werkes von Erich Kästner, konnte aber selbst nur wenig verlegerisch tätig sein.
Er arbeitete auch für den britischen Verlag Faber & Faber und gab die Kunstbuchreihe Fama heraus, deren Gesamtauflage eine Million überstieg.

### Verlegerische Tätigkeiten in Zürich und London seit 1946
Seit 1946 betrieb Maschler wieder den Atrium Verlag in Zürich, vor allem mit dem Werken von Erich Kästner, aber auch mit weiterer belletristischer Literatur.
Er machte ihn zu einem profilierten Verlag für Kinder- und Jugendliteratur.
1976 verkaufte er ihn an die Verlagsgruppe Oetinger.
1982 stiftete er den „Kurt Maschler Award“ für Kinderbücher, der jährlich bis 1999 verliehen wurde. 
Die Originale der Illustrationen von Walter Trier zu den Kästner-Büchern übergab Maschler der Internationalen Jugendbibliothek in München.